# 민홍철
민홍철(閔洪喆, 1961년 4월 18일~)은 대한민국의 정치인, 법조인, 군인이다. 제19·20·21·22대 국회의원이다. 정계 입문하기 전에는 군 법무관으로 복무했고, 제4대 고등군사법원 법원장(2006. 2.~2008. 1.)을 지냈다.
2012년 제19대 총선에서 김해시 갑에 출마·당선되었으며, 2016년 제20대 총선에서 재선되었다. 2020년 제21대 총선에서 당선되며 민주당계 의원 중 최초로 영남권 3선을 하였으며, 2024년 제22대 총선에서 당선되며 민주당 최초의 영남권 4선 의원(지역구: 김해시 갑)이 되었다.

## 생애
1961년 4월 18일, 경상남도 김해군에서 부친 민경만과 모친 윤재임의 5남매 중 장남으로 태어났다. 군 법무관으로 입대하여 육군본부 법무실장을 지냈고 고등군사법원장을 지낸 후 전역하였다. 전역 당시 계급은 준장이었다. 전역 후에는 변호사로 일했다. 변호사로 있으면서 신한국당에 입당해 정계에 입문했다. 그러나 참여정부 시절 군 사법제도 개혁 과정에서 문재인과 인연을 맺었으며, 문재인이 혁신과 통합 추진위원으로 동참할 것을 권유하자 한나라당을 탈당하고 민주통합당에 입당했다. 그리고 2012년 대한민국 제19대 국회의원 선거에 경상남도 김해시 갑 선거구에 출마했다. 상대는 현역 의원인 새누리당 김정권 후보였다. 힘겨운 싸움이었지만 새누리당 공천 결과에 불복하여 무소속으로 출마한 김문희 후보가 4.48%를 득표하며 표 분산을 일으킨 덕을 보아 48.33% : 47.17%로 현역 의원 김정권을 불과 득표율 1.16%, 득표 수 989표 차로 간신히 꺾고 당선되었다. 그리하여 부산광역시 사상구에서 당선된 문재인 의원과 사하구 을에서 당선된 조경태 의원과 더불어 영남권에서 당선된 3인의 민주통합당 국회의원이 되었다.
2016년 초에 같은 당 소속인 조경태 의원이 문재인 대표와 수시로 마찰을 빚다 더불어민주당을 탈당하고 새누리당으로 이적하자 민홍철 또한 새누리당으로 이적하는 게 아니냐는 소문이 돌았다. 민홍철 본인 또한 "평소 자주 만나는 의원으로부터 입당 제의를 받았다. 다른 의원들로부터도 이야기를 들었다."고 하며 새누리당 측에서 영입을 제안한 사실이 있었다고 밝혔다. 그러나 그러면서도 "그러나 정치는 명분이다. 개인적으로 신의를 중시한다. 더민주당을 탈당하는 일은 없다. 당초 김해시장 재선거 요청도 많이 받았다. 모두 사절했다. 내년 내가 재선에 성공하고 이후 대선에서 더민주당이 집권할 경우 입각할 수도 있다. 김해를 위해 더 큰 일을 할 수도 있다. 더민주당 소속으로 재선 의원이 되면 큰 틀에서 목소리를 낼 것이다."고 말하며 탈당설을 일축하고 더불어민주당에 잔류했다. 같은 해 치러진 대한민국 제20대 국회의원 선거에 역시 경상남도 김해시 갑 선거구에 출마해 새누리당 홍태용 후보와 맞대결을 펼쳤다. 개인 득표력이 올라간데다 선거구 조정으로 김해시 을에 속했던 노무현 대통령의 고향 봉하마을이 있는 진영읍이 갑구로 넘어오면서 더욱 판세가 유리해져 55.96% : 39.48%로 홍태용 후보를 16.48% 차로 크게 꺾고 재선에 성공했다.
2020년, 대한민국 제21대 국회의원 선거에 역시 같은 선거구에 출마해 3선에 도전했다. 상대는 4년 전에 맞붙었던 미래통합당 홍태용 후보였다. 이번엔 4년 전에 비해 영남권 전역의 보수 표 결집 현상으로 인해 조금 고전했는데 선거 당일 출구조사에선 50.6% : 46.4%로 민홍철의 경합 우세로 예측되었다. 그러나 개표 과정에선 비교적 여유롭게 앞서 나갔고 4년 전에 비해 격차가 줄어들긴 했지만 그래도 51.06% : 45.08%로 홍태용 후보를 6% 차로 꺾고 3선에 성공해 민주 정당 국회의원으로선 영남권 전역으론 3당 합당 이후 부산광역시 사하구 을의 조경태에 이어 2번째로 3선에 성공한 인물이 되었고 경상남도 한정으론 최초로 3선에 성공한 인물이 되었다.

## 학력
- 1974년 동광국민학교 졸업(66회)
- 1977년 김해중학교 졸업(26회)
- 1980년 김해고등학교 졸업(4회)
- 1984년 부산대학교 법과대학 법학 학사
- 1993년 부산대학교 대학원 법학 석사

## 경력
- 예비역 육군 준장(군법무관 6회, 국방부 고등군사법원장)
- 1992: 고등군사법원 군판사
- 1996: 육군본부 법제과 과장
- 1997: 육군본부 고등검찰부 부장
- 1997: 육군본부 법무과 과장
- 2004: 육군본부 법무감,법무실 실장,법무차감
- 2006: 국방부 인사소청위원회 위원장
- 2006. 2.~2008. 2. 제4대 고등군사법원 법원장
- 2010. 4. 중앙행정심판위원회 비상임위원
- 2011. 9.~2011. 12. 혁신과통합 추진위원회 위원
- 법무법인 재유 변호사
- 김해세무서 납세자권익존중위원회 위원장
- 김해시 보훈단체협의회 고문
- 지체장애인협회 김해시지회 인권위원장
- 대한변호사협회 노인법률지원단 변호사
- 김해교육청 WEE센터 자문위원
- 2012. 4. 11. 대한민국 제19대 국회의원 선거 당선(경남 김해시 갑, 민주통합당, 초선)[8][9]
- 2012. 5.~2013. 5. 민주통합당 경상남도당 김해시 갑 지역위원회 위원장
- 2013. 5.~2014. 3. 민주당 수석사무부총장
- 2013. 5.~2014. 3. 민주당 경상남도당 김해시 갑 지역위원회 위원장
- 2014. 3.~2014. 5. 새정치민주연합 수석사무부총장
- 2014. 3.~2015. 12. 새정치민주연합 경상남도당 김해시 갑 지역위원회 위원장
- 2014. 5.~2014. 10. 새정치민주연합 원내부대표
- 2015. 12.~ 더불어민주당 경상남도당 김해시 갑 지역위원회 위원장
- 2016. 4. 13. 대한민국 제20대 국회의원 선거 당선(경남 김해시 갑, 더불어민주당, 재선)[10][11]
- 2016. 9.~2017. 5. 더불어민주당 제3정책조정위원회 위원장
- 2017. 4.~2017. 5. 제19대 대통령 선거 더불어민주당 문재인 대통령 후보 국민주권공동선거대책위원회 국토교통정책위원회 수석부위원장
- 2017. 7.~2017. 9. 더불어민주당 경상남도당 위원장 직무대행
- 2017. 9.~2020. 7. 더불어민주당 경상남도당 위원장
- 2017. 12.~2018. 8. 더불어민주당 최고위원
- 2019. 5.~2020. 5. 더불어민주당 제2정책조정위원회 위원장
- 2020. 4. 15. 대한민국 제21대 국회의원 선거 당선(경남 김해시 갑, 더불어민주당, 3선)[1][3]
- 2020. 7.~ 국민통합포럼 구성의원
- 2021. 4.~2021. 5. 더불어민주당 비상대책위원
- 2024. 4. 10. 대한민국 제22대 국회의원 선거 당선(경남 김해시 갑, 더불어민주당, 4선)[12][13]
- 재단법인 한미동맹재단 자문
- 2025. 4.~: 더불어민주당 중앙위원회 의장

## 제19대 국회
- 2012년 5월 30일~2016년 5월 29일: 제19대 국회의원(경남 김해시 갑, 민주통합당→민주당→새정치민주연합→더불어민주당, 초선)[8][9]
  - 2012년 7월~2013년 3월: 제19대 국회 전반기 국토해양위원회 위원
  - 2013년 3월~2016년 5월: 제19대 국회 전~후반기 국토교통위원회 위원
  - 2014년 6월~2016년 5월: 제19대 국회 후반기 예산결산특별위원회 위원

## 제20대 국회
- 2016년 5월 30일~2020년 5월 29일: 제20대 국회의원(경남 김해시 갑, 더불어민주당, 재선)[10][11]
  - 2016년 6월~2017년 12월: 제20대 국회 전반기 국토교통위원회 간사
  - 2016년 7월~2018년 2월: 제20대 국회 평창동계올림픽 및 국제경기대회지원 특별위원회 위원
  - 2017년 6월~2018년 5월: 제20대 국회 전반기 예산결산특별위원회 위원
  - 2017년 12월~2018년 5월: 제20대 국회 전반기 국토교통위원회 위원
  - 2018년 7월: 제20대 국회 대법관(김선수·이동원·노정희) 임명동의에 관한 인사청문특별위원회 간사
  - 2018년 7월~2020년 5월: 제20대 국회 후반기 국방위원회 간사
  - 2018년 7월~2019년 5월: 제20대 국회 후반기 예산결산특별위원회 위원
  - 2018년 10월~2019년 6월: 제20대 국회 남북경제협력특별위원회 위원
  - 2019년 7월~2020년 5월: 제20대 국회 후반기 예산결산특별위원회 위원

## 제21대 국회
- 2020년 5월 30일~2024년 5월 29일: 제21대 국회의원(경남 김해시 갑, 더불어민주당, 3선)[1][3]
  - 2020년 6월~2022년 5월: 제21대 국회 전반기 국방위원회 위원장
  - 2022년 7월~2024년 5월: 제21대 국회 후반기 국토교통위원회 위원
  - 2023년 2월~2024년 5월: 제21대 국회 인구위기 특별위원회 위원
  - 2024년 2월~2024년 2월: 제21대 국회 대법관(신숙희·엄상필) 임명동의에 관한 인사청문 특별위원회 위원장

## 제22대 국회
- 2024년 5월 30일~: 제22대 국회의원(경남 김해시 갑, 더불어민주당, 4선)[12][13]
  - 2024년 6월~: 제22대 국회 전반기 국토교통위원회 위원
  - 2024년 12월~2025년 2월: 제22대 국회 윤석열 정부의 비상계엄 선포를 통한 내란 혐의 진상규명 국정조사 특별위원회 위원

## 역대 선거 결과
|  | 48.33% |

|  | 55.96% |

|  | 51.06% |

|  | 52.47% |

## 소속 정당
| 소속 정당 | 소속 정당      | 소속 기간 | 비고      |
| --------- | -------------- | --------- | --------- |
|           | 한나라당       | 2009~2011 | 정계 입문 |
|           | 무소속         | 2011      | 탈당      |
|           | 시민통합당     | 2011      | 창당      |
|           | 민주통합당     | 2011~2013 | 합당      |
|           | 민주당         | 2013~2014 | 당명 변경 |
|           | 새정치민주연합 | 2014~2015 | 합당      |
|           | 더불어민주당   | 2015~현재 | 당명 변경 |

## 같이 보기
- 김해시 갑
- 김해시의 국회의원